# Kristian Almgren
Hans Kristian Almgren, född 3 juni 1971 i Grödinge, Stockholms län, död 17 september 1994 i Stockholm, var en svensk barn- och ungdomsskådespelare.
Almgren skulle ha spelat en roll i 27 avsnitt av TV-serien Rederiet med inspelning hösten 1994. Han omkom dock innan dess i en lägenhetsbrand på Kungsholmen i Stockholm. Almgren är gravsatt i Gustav Vasa kyrkas kolumbarium i Stockholm.

## Filmografi
- 1980 – Lille Virgil och Gusten Grodslukaren (svensk röst)
- 1981 – Sopor
- 1982 – Fanny och Alexander
- 1987 – Mälarpirater
- 1993 – Härifrån till Kim
- 1994 – I nöd och lust...
- 1994 – - anropar Katrine
- 1994 – Du bestämmer (TV-serie)